# Plator sinicus
Plator sinicus là một loài nhện trong họ Trochanteriidae. Loài này phân bố ở Trung Quốc.